# Márton-lyuk
A Márton-lyuk az egyik olyan mesterséges üreg, amely a Cserhátban helyezkedik el. Nem barlang.

## Leírás
Balassagyarmaton, a Márton-hegy oldalában, homokkőben alakították ki. 1923-ban említették először az üreget és azóta nem sikerült megtalálni elég információ hiányában.
1976-ban volt először Márton-lyuknak nevezve az üreg az irodalmában.

## Kutatástörténet
Az 1976-ban befejezett Magyarország barlangleltára című kéziratban az olvasható, hogy a Márton-lyuk a Cserhátban, Balassagyarmaton, a Márton-hegy oldalában található mesterséges üreg. A kézirat barlangra vonatkozó része egy irodalmi mű alapján lett írva. Az 1984-ben napvilágot látott Magyarország barlangjai című könyv országos barlanglistájában szerepel a Börzsöny–Cserhát–Karancs barlangjai között az üreg Márton-lyuk néven. A listához kapcsolódóan látható a Magyarország barlangjainak földrajzi elhelyezkedését áttekintő térképen az üreg földrajzi elhelyezkedése.
Az Alba Regia Barlangkutató Csoport 1988. évi évkönyvében az van írva, hogy még nem keresték meg az üreget és még a helyével kapcsolatban is kétségeik vannak. A barlangtani intézet leltára a Barcza Imre és a Thirring Gusztáv által írt változatot erősíti meg, azaz a Balassagyarmat melletti Márton-hegyen van és nem a Börzsönyben, ahogy az a Magyarország barlangjai című könyvben szerepel.
A csoport 1989. évi évkönyvében van egy helyszínrajz, amelyen jelölve van helye.
Eszterhás István Magyarország nemkarsztos barlangjainak listája című, 1989-ben készült kéziratában az olvasható, hogy Balassagyarmaton, homokkőben van az ismeretlen méretű Márton-lyuk, amely egy barlangnak nevezett mesterséges üreg. A listában meg van említve az a Magyarországon, nem karsztkőzetben kialakult, létrehozott 220 objektum (203 barlang és 17 mesterséges üreg), amelyek 1989. év végéig váltak ismertté. Magyarországon 2 barlangnak nevezett mesterséges üreget hoztak létre homokkőben. Az összeállítás szerint Kordos László 1984-ben kiadott barlanglistájában fel van sorolva 119 olyan barlang is, amelyek nem karsztkőzetben jöttek létre.
Az Eszterhás István által írt Magyarország nemkarsztos barlangjainak lajstroma című, 1993-ban készült kéziratban a nem karsztosodó kőzetekben kialakított, barlangnak nevezett mesterséges üregek között van említve a Márton-lyuk. A Balassagyarmaton található, homokkőben kialakított üreg ismeretlen méretű. Az összeállításban fel van sorolva az a Magyarországon, nem karsztkőzetben kialakult, létrehozott 520 objektum (478 barlang és 42 mesterséges üreg), amelyek 1993 végéig ismertté váltak. Magyarországon 28 barlang, illetve mesterségesen létrehozott, barlangnak nevezett üreg alakult ki, lett kialakítva homokkőben. A 2001. november 12-én készült Magyarország nemkarsztos barlangjainak irodalomjegyzéke című kézirat barlangnévmutatójában meg van említve a Márton-lyuk. A barlangnévmutatóban fel van sorolva 6 irodalmi mű, amelyek foglalkoznak az üreggel. A 2004. évi Karsztfejlődésben meg van említve és meg vannak adva EOV koordinátái. A 2017. évi Karsztfejlődésben van egy rövid leírás az üregről és publikálva lett egy helyszínrajz, amelyen meg van jelölve helye.

## További irodalom
- Barcza Imre – Thirring Gusztáv: Budapest Duna-balparti környéke. Budapest, 1923. 100., 137., 139., 160–161., 178. old. és egy térkép sok barlangjellel